# 15 de fevereiro nos Jogos Olímpicos de Inverno de 2010
O dia 15 de fevereiro foi o quarto dia de competições dos Jogos Olímpicos de Inverno de 2010. Neste dia foram disputadas competições de seis esportes e cinco finais. Foram iniciadas as competições de esqui alpino, esqui cross-country e snowboard.

## Esportes
| - Esqui alpino - Esqui cross-country - Hóquei no gelo | - Luge - Patinação artística - Patinação de velocidade |

## Resultados

### Esqui alpino
O suíço Didier Défago conquista a medalha de ouro no downhill masculino com o tempo de 1:54,31 min, o norueguês Aksel Lund Svindal e o estadunidense Bode Miller ficaram com as medalhas de prata e de bronze respectivamente.

### Esqui cross-country
No feminino, a sueca Charlotte Kalla leva a medalha de ouro, depois de 24:58.4 minutos de prova. A estoniana Kristina Šmigun-Vähi e a norueguesa Marit Bjørgen completa o pódio. A esquiadora brasileira Jaqueline Mourão repete a posição e termina em sexagéssimo sétimo. No cross-county masculino, o vencedor foi o suíço Dario Cologna. A prata ficou com o italiano Pietro Piller Cottrer e o bronze ficou com o tcheco Lukáš Bauer. O esquiador brasileiro Leandro Ribela terminou na 90ª posição e o português Danny Silva, chegou na 95ª posição.

### Hóquei no gelo
Acontece a segunda rodada do grupo A feminino. Na primeira partida, o Canadá confirma seu favoritismo e vence a Suíça por 10 a 1, garantido uma vaga nas semifinais. A outra vaga do grupo ficou com a Suécia, depois de bater a Eslováquia por 6 a 2. No dia 17 de fevereiro nos Jogos Olímpicos de Inverno de 2010, o Canadá enfrenta a Suécia, para decidir o primeiro do grupo
Todos os horários estão em UTC-8.
| 15 de fevereiro | Suíça SUI                | 1 – 10                    | CAN Canadá | UBC Winter Sports Centre                    |
| 14h30           | Darcia Leimgruber 39:46' | (0–2, 1–3, 0–5) Relatório | Gillian Apps 06:27' Sarah Vaillancourt 14:25' Cherie Piper 22:19' Meghan Agosta (2) 28:08' 31:15' Jayna Hefford 40:54' Catherine Ward 49:09' Marie-Philip Poulin 49:27' Rebecca Johnston 50:43' Hayley Wickenheiser 51:55' | Público: 5,413 Árbitro: GER Nicole Hertrich |

| 15 de fevereiro | Suécia SWE                                                                                  | 6 – 2                     | SVK Eslováquia                              | UBC Winter Sports Centre |
| 19h00           | Pernilla Winberg (4) 05:01' 12:11' 29:07' 53:20' Jenni Asserholt 16:07' Elin Holmlöv 46:08' | (3–2, 1–0, 2–0) Relatório | Anna Džurňáková 09:52' Nicol Čupková 13:29' | Árbitro: NOR Aina Hove   |

### Luge
Acontece as duas primeiras corridas do luge individual feminino. A austríaca Nina Reithmayer foi melhor na primeira descida. Na segunda, quem obteve o melhor tempo foi a alemã Tatjana Hüfner, mas a melhor mádia das duas descidas é da ucraniana Natalya Yakuchenko. A expectativa é de indefinição para saber quem levará o ouro no dia seguinte.

### Patinação artística
Começa o programa livre nas duplas. Os chineses Shen Xue e Zhao Hongbo faturam a medalha de ouro, depois de baterem outro recorde, o de pontuação combinada. A medalha de prata ficou com os também chineses Pang Qing e Tong Jian. O bronze ficou comn o casal alemão Aliona Savchenko e Robin Szolkowy.

### Patinação de velocidade
Depois de 90 minutos de atraso, o vencedor nos 500 m masculino foi o sul-corano Mo Tae-Bum. Os japoneses Keiichiro Nagashima e Joji Kato levam as medalhas de prata e bronze, respectivamente.

## Campeões do dia
Esses foram os "campeões" (medalhistas de ouro) do dia:
| Medalhas de Ouro        | Medalhas de Ouro      | Medalhas de Ouro       | Medalhas de Ouro  | Medalhas de Ouro |
| Modalidades             | Categoria             | Atleta (s)             | País              | Ref.             |
| ----------------------- | --------------------- | ---------------------- | ----------------- | ---------------- |
| Esqui alpino            | Downhill masculino    | Didier Défago          | SUI Suíça         | [ 1 ]            |
| Esqui cross-country     | 10 km livre feminino  | Charlotte Kalla        | SWE Suécia        | [ 2 ]            |
| Esqui cross-country     | 15 km livre masculino | Dario Cologna          | SUI Suíça         | [ 3 ]            |
| Patinação artística     | Duplas                | Shen Xue & Zhao Hongbo | CHN China         | [ 5 ]            |
| Patinação de velocidade | 500 m masculino       | Mo Tae-Bum             | KOR Coreia do Sul | [ 6 ]            |

## Líderes do quadro de medalhas ao final do dia 15
| Ordem | País               | Medalha de ouro | Medalha de prata | Medalha de bronze |   |
| ----- | ------------------ | --------------- | ---------------- | ----------------- | - |
| 1     | SUI Suíça          | 3               |                  |                   | 3 |
| 2     | USA Estados Unidos | 2               | 2                | 4                 | 8 |
| 3     | KOR Coreia do Sul  | 2               | 1                |                   | 3 |
| 4     | FRA França         | 2               |                  | 2                 | 4 |
| 5     | GER Alemanha       | 1               | 3                | 1                 | 5 |